# Jarell Christian
Jarell Christian (Quinton, 19 luglio 1986) è un allenatore di pallacanestro e dirigente sportivo statunitense.